# Difesa di Van (1896)
La difesa di Van o ribellione di Van del 1896 fu una rivolta della popolazione armena a Van contro le forze armate dell'Impero ottomano nel giugno 1896 durante i massacri hamidiani.

## Sfondo
La regione di Van aveva evitato le prime fasi dei massacri hamidiani del 1895. Tuttavia, nel gennaio 1896 ci fu una violenza crescente come documentato da un rapporto del viceconsole britannico a Van, W.H. William. Egli affermò che molti villaggi armeni erano stati saccheggiati e gli armeni erano ovunque in uno stato che rasentava il panico, temendo che la primavera portasse "ancora altri disastri”. Le autorità ottomane inviarono alla fine una spedizione per attaccare la popolazione armena di Van nel giugno 1896.

## Difesa e massacro
Tra il 3 e l'11 giugno da sei a settecento uomini armeni difesero le sezioni armene del distretto di Aigestan della città. Dopo una settimana di combattimenti, il sultano cercò l'assistenza delle potenze occidentali per porre fine alle violenze, promettendo che avrebbe garantito la vita e l'incolumità degli armeni di Van. Dopo alcuni negoziati, i difensori armeni, chiarendo che avevano agito per legittima difesa di fronte al continuo massacro, accettarono di partire per la Persia, scortati dalle truppe ottomane. Durante il viaggio, quasi 1 000 armeni, mentre marciavano verso il confine, furono massacrati dalle truppe ottomane e dalle tribù curde. Questo evento fu seguito da ulteriori massacri in tutta la regione di Van. Il viceconsole Williams stimò che circa 20 000 armeni erano stati uccisi e circa 350 villaggi armeni erano stati distrutti.

## Conseguenze
Nel luglio 1897, un gruppo armeno fedayee intraprese un attacco di vendetta, noto come spedizione di Khanasor, contro la tribù curda Mazrig che era stata responsabile del massacro dei difensori di Van mentre si stavano dirigendo verso il confine persiano.